# 92号美国国道
92号美国国道（英語：U.S. Route 92）是一条东西方向的美国国道。该公路连接了佛罗里达州戴通納海灘和圣彼德斯堡，全长181.363里。